# Гай Афраний Стелион (претор)
Гай Афраний Стелион (на латински: Gaius Afranius Stellio) е политик на Римската република от плебейската фамилия Афрании, клон Стелион.
През 185 пр.н.е. Стелион е претор и триумвир за създаване на колония през 183 пр.н.е.